# 3118 Клейтонсміт
3118 Клейтонсміт (3118 Claytonsmith) — астероїд головного поясу, відкритий 19 липня 1974 року.
Тіссеранів параметр щодо Юпітера — 3,199.